# Jorge Antonio
Jorge Antonio Esquef Chibene, más conocido simplemente como Jorge Antonio (Buenos Aires, 14 de octubre de 1917 - ibídem, 11 de febrero de 2007), fue un empresario, ejecutivo y asesor político argentino ligado al presidente Juan Domingo Perón.

## Biografía
Nació como Jorge Antonio Esquef en el barrio porteño de La Boca, siendo hijo de inmigrantes sirio-libaneses dado que su padre, Elías Antún Esquef, era ortodoxo greco-antioqueno y llegó a Uruguay desde Yebdene (en Siria) en el siglo XIX; mientras que su madre, María Chibene, era católica y nacida en Líbano. Sin embargo, pasó toda su infancia en Uruguay, retornando a su país a los 17 años. Se desempeñó como enfermero del Colegio Militar de la Nación en 1942 y tras trabajar en varias empresas, trajo a la Argentina importantes empresas como General Motors, Mercedes Benz, Hanomag, Deutz y Fahr. En este último período, en 1949 se reencuentra con Perón, a quien conoció por primera vez en un reunión en 1943, y se convertiría en un importante consejero de Perón.

“¿Cómo conoció a Perón? 
En el ’43, pero lo empecé a tratar a partir de 1949. En el ’43 lo había conocido accidentalmente en una reunión social, pero no había tenido mayor trato con él. Yo trabajaba en una empresa llamada Aguirre, Mastro y Compañía, éramos representantes de General Motors y Mercedes Benz. En 1949 lo veo a Perón y le digo que queremos iniciar un proceso de industrialización en el país fabricando camiones, que teníamos proyectada la planta y que yo quería que él recibiera al presidente de la empresa junto con el embajador alemán, que estaban interesados en respaldarme. Vino el representante de la Mercedes, el Barón von Korf; él lo recibió, le dio todo su apoyo moral, y les dijo que en el país podían tener toda clase de seguridades.

Durante la década del 40 y los años 50 fue director de la General Motors y a Mercedes-Benz en el país. Historiadores reconocidos señalaron que Mercedes-Benz y otras muchas compañías creadas durante esa época por Jorge Antonio fueron utilizadas para blanquear fondos de los Nazis que emigraron  a Argentina tras la Segunda Guerra Mundial
En 1950, Antonio compra Radio Belgrano, Canal 7 y la agencia de noticias Telam, según informan los medios aunque canal 7 no existía para ese entonces. También invirtió en el sector agroindustrial y adquirió un banco, que lo ayudó a construir una relación de importancia con la presidencia.
Con el derrocamiento de Perón en septiembre de 1955, se negó a abandonar el país y fue arrestado. Así lo relata en una entrevista: 

“ Y después vino el golpe definitivo. El 16 de septiembre de 1955 Perón me manda a buscar. Estaba en la residencia, acá en Libertador. “Mire, Jorge Antonio, lo que ha pasado; quieren una guerra y nosotros no podemos hacer una guerra así. Yo me voy a ir. Y usted ha estado muy ligado a nosotros y es una representación de lo que es la industria del peronismo. Usted se ha destacado y lo van a perseguir y no la va a pasar bien. Si yo me voy, lo invito a que se venga conmigo”. Y yo le dije: “No, general, yo le agradezco muchísimo, pero me quedo acá y aguantaré las consecuencias. No tengo nada que ocultar, no tengo nada que temer”. “Pero ellos no lo van a considerar así. Lo van a considerar como el brazo derecho mío en lo industrial y en muchas otras cosas”, me respondió. Ya se sabía que yo era un hombre de consulta. Me quedé y al otro día que él se fue informaban por radio que me iban a detener, y yo fui y me presenté, y me detuvieron”.

Jorge Antonio permaneció preso 17 días en un barco, en Ushuaia durante un mes, la cárcel de Ushuaia se caracterizó no solo por las terribles condiciones climáticas, sino también por los más crueles castigos físicos y psicológicos: golpizas y abusos. Posteriormente sería trasladado a Río Gallegos durante dos años. Jorge Antonio pasó 189 días incomunicado. Al respecto señalaría:

“La crueldad de nuestros carceleros, lejos de distenderse, de apagarse con el trato diario, íbase acentuando a medida que
transcurría el tiempo. Siempre encontraban el modo de inflingirnos un castigo, una pequeña humillación, el modo de hacernos recordar, permanentemente, que nosotros estábamos en su poder y no existía la menor posibilidad de burlar el asedio a que nos sometían”.

Sus propiedades fueron confiscadas y vendidas por los militares. De la prisión de Río Gallegos se fugó junto a John William Cooke, José Espejo y Guillermo Patricio Kelly. Las armas, afirman, las había entrado su mujer de a una, semana tras semana y escondidas en el corpiño. Tras luchas por el asilo y pedidos de extradición, le fue finalmente concedido asilo político por el gobierno chileno. Posteriormente residió en Cuba, y por 20 años en España. En este último lugar, a pesar de la animosidad de María Estela Martínez y su asesor, José López Rega, Antonio fue asesor y financista del Perón exiliado. Aunque fuera del país, conservó su red de contactos y la puso a disposición de la resistencia peronista y de la difusión de los mensajes de Perón. Se le debe a Antonio, por ejemplo, que una edición chilena de La fuerza es el derecho de las bestias pudiera llegar hasta Buenos Aires para desde allí ser reproducida clandestinamente por Mario Massouh, María Hesaín, Eduardo Manso, Humberto Castañares y Rubén Decarloantonio.
Más tarde, en los años 1970, fue desplazado de su puesto por López Rega, a quien Antonio destestaba, y cuando regresó Perón y triunfó en las elecciones de 1973, Antonio optó por quedarse en Madrid. Excepto por un breve período, en 1974 con el fallecimiento de Perón, no regresó más a la Argentina sino hasta marzo de 1976.
Fue también amigo de Carlos Saúl Menem, en cuya presidencia volvió a influir como un empresario importante. Antonio lo presentó a Menem, también hijo de sirios, a Perón en 1964. Se distanció de Menem cuando éste se despegó de la plataforma popular del Justicialismo en su presidencia.
Murió en 2007, a pocos días de su próximo 90 cumpleaños. Tuvo cuatro hijos con su primera esposa Esmeralda, y otros siete más adoptados en España. Su ahijada es Valeria Pavón Pereyra, hija del Biógrafo Oficial de Juan Domingo Perón, Enrique Pavón Pereyra, junto a quien compartió los años de exilio del líder en Puerta de Hierro, Madrid.
Su hijo, Héctor Eduardo Antonio, fue acusado de tener vínculos con el narcotráfico y de haber participado en el asesinato del empresario pesquero Raúl Espinosa.